# Сантор, Ирена
Ире́на Вишне́вска-Са́нтор (польское произношение: [iˈrɛna санˈtɔr]; род. 9 декабря 1934, Папово-Бискупе, Куявско-Поморское воеводство), профессионально известная как Ирена Сантор — польская певица, музыкальная исполнительница и актриса.
Её карьера началась в 1950 году. Она известна тем, что поёт чистым меццо-сопрано, считается одной из величайших 'икон' Польши и оказывает влияние на молодых певцов. С 1951 по 1959 год Ирена Сантор (тогда Вишневская) была участницей и главной солисткой польской фольклорной группы Mazowsze, с которой гастролировала по всем континентам. После ухода из группы она решила начать сольную карьеру. Она была удостоена многих премий в Польше и за рубежом.
Ирена Сантор дебютировала в кино в фильме Станислава Бареи «Przygoda z piosenką» (1968). Она появлялась во многих теле- и радиошоу, а также входила в состав жюри ряда шоу талантов и песенных конкурсов. Певица также записывала саундтреки к польским и советским фильмам.
В 2017 году, как первая певица в Польше, за свои достижения она была удостоена звания почётного доктора.
В 2021 году она объявила о завершении профессиональной карьеры.

## Становление и образование
Ирена Вишневска родилась 9 декабря 1934 года в Папово Бискупье на севере Польши . Детство она провела в Солеце Куявском, куда её семья переехала в середине 1930-х годов. Её отец, Бернард Вишневский, был убит немецкими Selbstschutz осенью 1939 года, через несколько недель после начала Второй мировой войны. Её мать работала швеёй.
После войны здоровье матери Ирены пошатнулось. В 1948 году Ирена и её мать жили в Полянице-Здруй, курорте в Силезии, где Ирена посещала Гимназию декорирования стекла, а затем Профессиональное училище стекольной промышленности в соседней Щитне. Педагоги обнаружили в ней вокальный талант и в конце 1940-х годов отправили её на песенные конкурсы.

## Карьера
В 1950 году она познакомилась со Здиславом Гуржинским, выдающимся режиссёром Большого театра Познани, который посетил Поляницу-Здруй. Гуржинский был впечатлён её вокалом и порекомендовал её Тадеушу Сыгеетиньскому, который был создателем и менеджером фолк-группы Mazowsze. Он организовал кастинг и принял кандидатуру Ирены, но с условием, что она будет брать уроки пения под руководством оперной певицы Ванды Верминьской. Она согласилась. В том же году умерла её мать, поэтому Ирена переехала в Каролину, где окончила музыкальную школу и сдала экзамен на аттестат зрелости. Её одноклассницей на этом курсе была актриса Лидия Корсаковна.
Была главной солисткой фольклорной группы «Мазовше». С группой она снялась в первом польском цветном фильме «Пшигода на Мариенштацие» (1953), и они записали саундтрек к фильму. В 1950-е годы она путешествовала с группой по всему миру. Позже Ирена Сантор рассказала, что выступала для Мао Цзэдуна, о чём сейчас сожалеет. В это время она познакомилась со своим будущим мужем Станиславом Сантором, скрипачом в Мазовше. Её самой популярной песней этого периода была Ej, przelecial ptaszek — первоначально народная песня.
После замужества со Станиславом Сантором она покинула группу и начала сольную карьеру.
В 2019 году она отметила бриллиантовый юбилей своей карьеры концертным туром под названием «Юбилей, я пою, следовательно, я есть» («Jubileusz, śpiewam, czyli jestem»).
25 ноября 2024 года в здании муниципалитета в Цехоцинеке в присутствии певицы состоялась церемония присвоения Международному Фестивалю «Vistula Sounds» имени Ирены Сантор и начиная с 4-го выпуска мероприятия в 2025 году официальное название звучит: Международный Фестиваль «Vistula Sounds» им. Ирены Сантор.

## Личная жизнь
В 1958 году она вышла замуж за Станислава Сантора. Пара развелась через 19 лет, но оставалась в хороших отношениях до самой его смерти в 1999 году.
До его смерти в 2018 году, её партнёром был Збигнев Корполевский, с которым она познакомилась в 1990-х годах.

## Дискография
- Rendez-vous z I. Santor (1961)
- W krainie piosenki (1963)
- Dzień dobry piosenko (1964)
- Halo Warszawo (1965)
- Piosenki stare jak świat (1966)
- Powrócisz tu (1967)
- Zapamiętaj, że to ja (1969)
- Wśród nocnej ciszy (1969)
- Dla ciebie śpiewa Irena Santor (1970)
- Moja Warszawa (1972)
- Z tobą na zawsze (1972)
- Witaj gwiazdko złota (1972)
- Jubileusz (1973)
- Irena Santor (1976)
- Baśnie Andersena w piosence (1978)
- Irena Santor[a] (1978)
- Telegram miłości (1979)
- C.D.N. (1982)
- Przeboje pana Stanisława (1982)
- Irena Santor w piosenkach Ryszarda Szeremety (1985)
- Biegnie czas (1990)
- Trzeba marzyć (1992)
- Gdy się Chrystus rodzi (1992)
- Piosenki stare jak świat (1993)
- Warszawa ja i ty (1993)
- Miło wspomnieć (1993)
- Złote przeboje (1994)
- Wiara przenosi góry (1995)
- Duety (1996)
- Tych lat nie odda nikt (1997)
- Baśnie Andersena (1997)
- Przeboje Moniuszki (1998)
- Moje Piosenki (1998—2001) — серия из тринадцати дисков со всеми предыдущими записями
- Embarras. Złota Kolekcja (1999)
- Santor Cafe (2000)
- Kolory mojej Warszawy (2CD) (2002)
- Jeszcze (2002)
- Tych lat nie odda nikt. Złota Kolekcja (2004)
- Duety / Santor Cafe (2004)
- Embarras / Tych lat nie odda nikt. Złota Kolekcja 10 lat (2008)
- Urodziny Ireny Santor (2010)
- 40 piosenek Ireny Santor, CD1 (2009)
- Kręci mnie ten świat (2010)
- 40 piosenek Ireny Santor, CD2 (2011)
- Delicje z Podwieczorków przy mikrofonie, CD1 (2013)
- Delicje z Podwieczorków przy mikrofonie, CD2 (2013)
- Delicje z Podwieczorków przy mikrofonie, CD3 (2013)
- Zamyślenia (2014)
- Punkt widzenia (2014)

## Фильмография
| Заголовок              | Год      | Роль          | Примечания |
| ---------------------- | -------- | ------------- | --- |
| Пшигода на Мариенштаце | 1953 год | член Мазовше  | она также озвучила главную героиню в исполнении Лидии Корсаковны и записала саундтрек группы; фильм режиссёра Леонарда Бучковски |
| Клуб Кавалеров         | 1962 год | -             | она озвучила персонажа Лидии Корсаковны                                                                                          |
| Гангстеры и филантропы | 1962 год | -             | основная музыкальная тема |
| Przygoda z piosenką    | 1968 год | Сюзанна Бланш | Главный актёрский состав, фильм, режиссёр Станислав Барея                                                                        |
| Л значит любовь        | 2007 год | Камео         | Польская мыльная опера, специальный гость в 526 серии.                                                                           |
| Только мы вдвоём       | 2010 год | Камео; Судья  | Польская версия Just the Two of Us                                                                                               |

## Награды и премии
| Год      | Церемония                                     | Категория                                                                                   | Результат    | Ссылка |
| -------- | --------------------------------------------- | ------------------------------------------------------------------------------------------- | ------------ | ------ |
| 1962 год | Дукола Свята                                  | Лучший певец                                                                                | Номинация    | [ 9 ]  |
| 1962 год | Экспресс Wieczoru                             | Лучший певец                                                                                | Победа       | [ 9 ]  |
| 1963 год | Экспресс Wieczoru                             | Лучший певец                                                                                | Победа       | [ 9 ]  |
| 1966 год | Премия польской диаспоры                      | Певец года                                                                                  | Победа       | [ 9 ]  |
| 1966 год | Национальный фестиваль польской песни в Ополе | с песней Ты вернёшься сюда (Powrócisz tu)                                                   | Победа       | [ 9 ]  |
| 1966 год | Международный фестиваль песни в Сопоте        | с песней Ты вернёшься сюда (Powrócisz tu)                                                   | Третье место | [ 9 ]  |
| 1969 год | Золотой диск (Złota Płyta)                    | Альбом Песни, старые, как мир (Piosenki stare jak świat)                                    | Победа       | [ 9 ]  |
| 1970 год | Золотой диск                                  | Альбом Помните, что это я (Zapamiętaj, że to ja)                                            | Победа       | [ 9 ]  |
| 1971 год | Золотой диск                                  | Альбом Среди ночной тишины (Wśród nocnej ciszy)                                             | Победа       | [ 9 ]  |
| 1973 год | Золотой диск                                  | Альбом С тобой навсегда (Z tobą na zawsze)                                                  | Победа       | [ 9 ]  |
| 1974 год | Серебряный крест за заслуги                   |                                                                                             | Победа       | [ 9 ]  |
| 1976 год | Золотой крест за заслуги                      |                                                                                             | Победа       | [ 9 ]  |
| 1998 год | Орден Возрождения Польши                      | за выдающиеся заслуги перед польской культурой, за достижения в художественной деятельности | Победа       | [ 9 ]  |
| 2007 год | Золотой Фредерик                              | за достижения                                                                               | Победа       | [ 9 ]  |
| 2008 год | Орден Улыбки                                  |                                                                                             |              | [ 9 ]  |
| 2013 год | Почётный гражданин Варшавы                    |                                                                                             |              | [ 9 ]  |